# Hornsby Water Clock

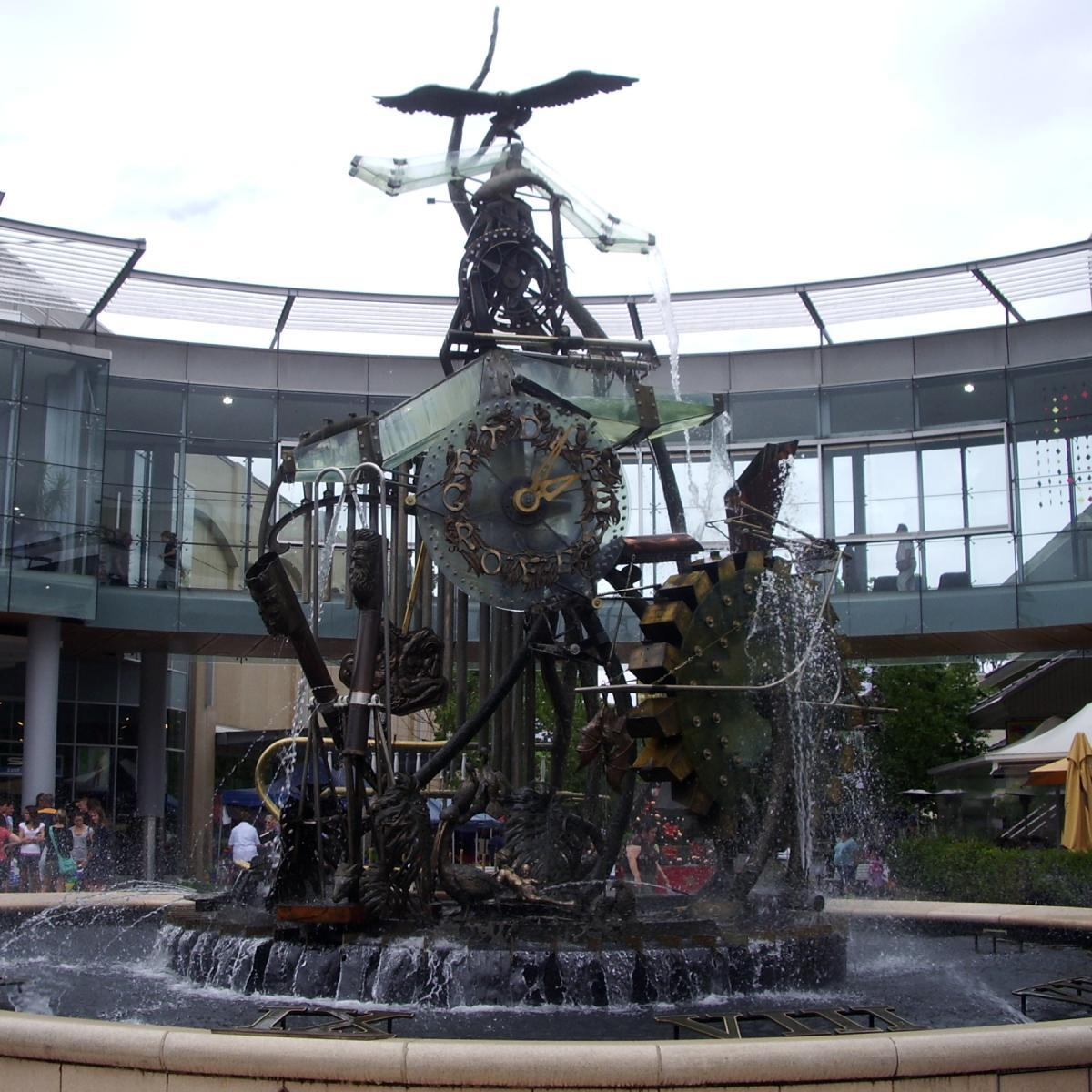
Man, Time and the Environment, Victor Cusack.

Die Hornsby Water Clock ist eine kinetische Skulptur, ein dekorativer Brunnen und eine funktionale Uhr in der Florence Street Pedestrian Mall in Hornsby, New South Wales, Australien. Die Skulptur trägt auch den Titel Man, Time and the Environment. Sie wurde 1993 enthüllt. Die Skulptur wurde von Victor Cusack entworfen und aus Bauteilen aus Bronze, Edelstahl und Glas von Victor und dessen Gießereimanager (foundry floor manager) Rex Feakes hergestellt. Die Herstellung, inklusive der notwendigen Veränderungen in der Mall, kostete mehr als A$1 mio. und dauerte zweieinhalb Jahre; In der Folge verursachten Hühnchenknochen und andere Abfälle mehrere schwere Schäden, bevor die Filterung des Wassers verbessert wurde.

## Gesamtkunstwerk
Die Uhr ist eine Kombination von drei Wasseruhren – einer Klepsydra, die griechischen Wasseruhren aus dem 4. Jh. v. C. nachempfunden ist; einer Wasser-Rad-Uhr nach einer chinesischen Uhr aus dem 11. Jh. und einer Schweizer Pendel-Uhr aus dem 17. Jh. – zusätzlich verfügt sie über ein 17-töniges Bronze-Carillon, welches die Stunden nach einem 250 Jahre alten Vorbild in einer englischen Kirche schlägt. Die gesamte Installation ist auf einem schwimmenden Pontoon montiert, welches sich im 12-Stunden-Rhythmus dreht und damit einen vierten Zeitindikator gibt, da ein Zeiger entlang von Römischen Zahlen gleitet, die im Wasser im Becken rund um den Brunnen angeordnet sind.
Die Skulptur ist ca. 8 m hoch und wiegt 20 t.

## Botschaft
Die Uhr wird durch vier Plaketten erklärt, die am Brunnen angebracht sind. Auf dreien davon wird die Funktionsweise der drei unterschiedlichen Uhren erklärt und auf einer der Plaketten wird auf die Botschaft der Skulptur hingewiesen.
Die Botschaft der Uhr weist darauf hin, dass Hornsby ein Gebiet ist, dass noch ausgedehnte unberührte Naturschätze hat und stellt in Kontrast dazu die fröhliche Kreativität des Menschen, der diese Natur immer mehr zerstört, weil er nicht fähig zur Koexistenz ist.
Die Uhr weist somit auf die Polarität zwischen Kreativität und Zerstörung hin, ehrt die Schönheit der Umwelt und fordert auf zur Verantwortlichkeit gegenüber den „tierischen Gefährten (menschlichen und anderen)“.
Aus diesem Grund zeigt die Skulptur eine ganze Reihe von Tieren: Eulenschwalm (Tawny frogmouth), Allfarblori (Rainbow lorikeet), Elsterscharbe (Pied cormorant), Zwergpinguin (Little penguin), Brillenpelikan (Australian pelican), Wasseragamen (Water dragon), Blauzungenskinke (Blue-tongued skink), Goanna (Waran), Graukopf-Flughund (Grey-headed flying fox), Fuchskusu (Common brushtail possum), Weißbauch-Seeadler (White-bellied sea eagle), Mensch

## Die einzelnen Uhren

### Griechische Klepsydra

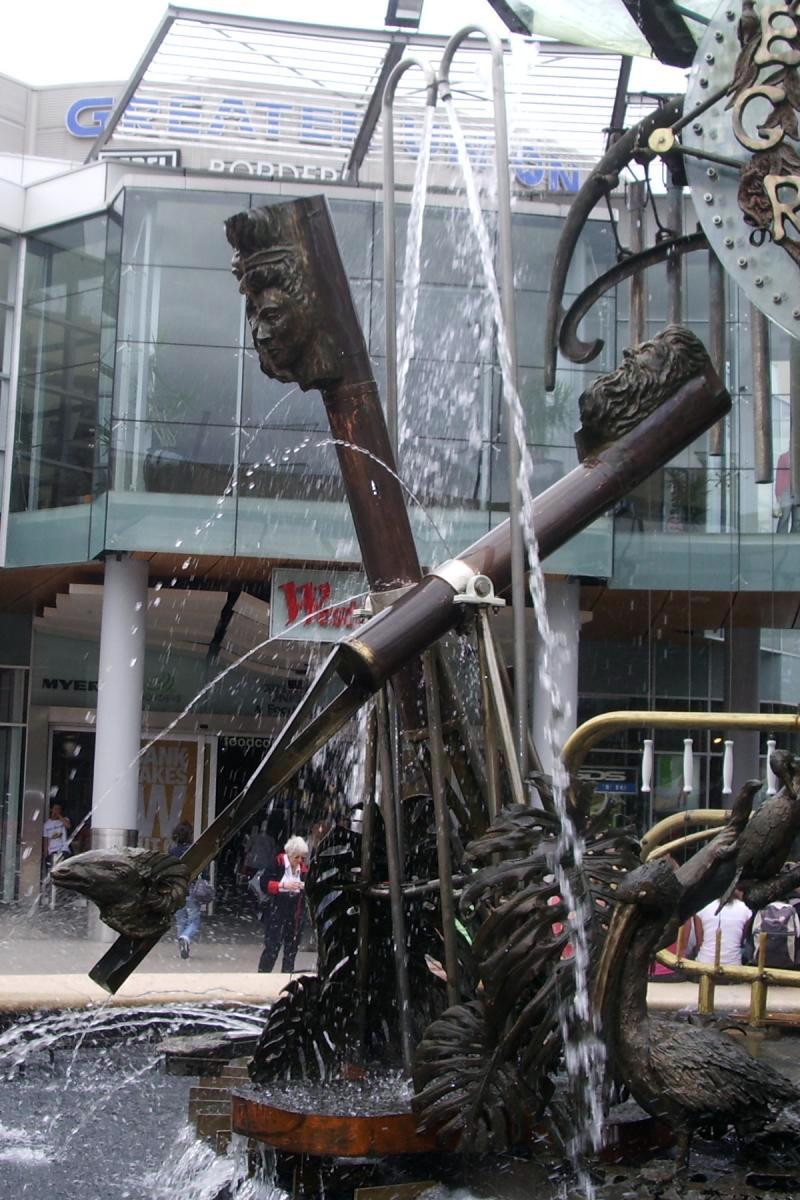
Klepsydra am Brunnen

In der Klepsydra fließt Wasser in ein feststehendes Gefäß aus einem Tank, der immer Meniskus-voll (zum Überlaufen) gehalten wird, so dass überflüssiges Wasser abfließen kann. Die Wassertiefe im Tank bleibt konstant, und das Wasser, das in das zweite Gefäß abläuft, wird dadurch zum Zeitmaß.
In Hornsby sind zwei Röhren beweglich angebracht, so dass sie überkippen und das Wasser ins Brunnenbecken auslassen, sobald sie voll sind. Danach kehren sie aufgrund ihrer Gegengewichte wieder in die Ausgangsposition zurück. Die Gegengewichte haben die Form eines Hammelkopfes, während die Röhren mit dem Kopf eines Hermaphroditen verziert sind.

### Chinesische Wasser-Rad-Uhr

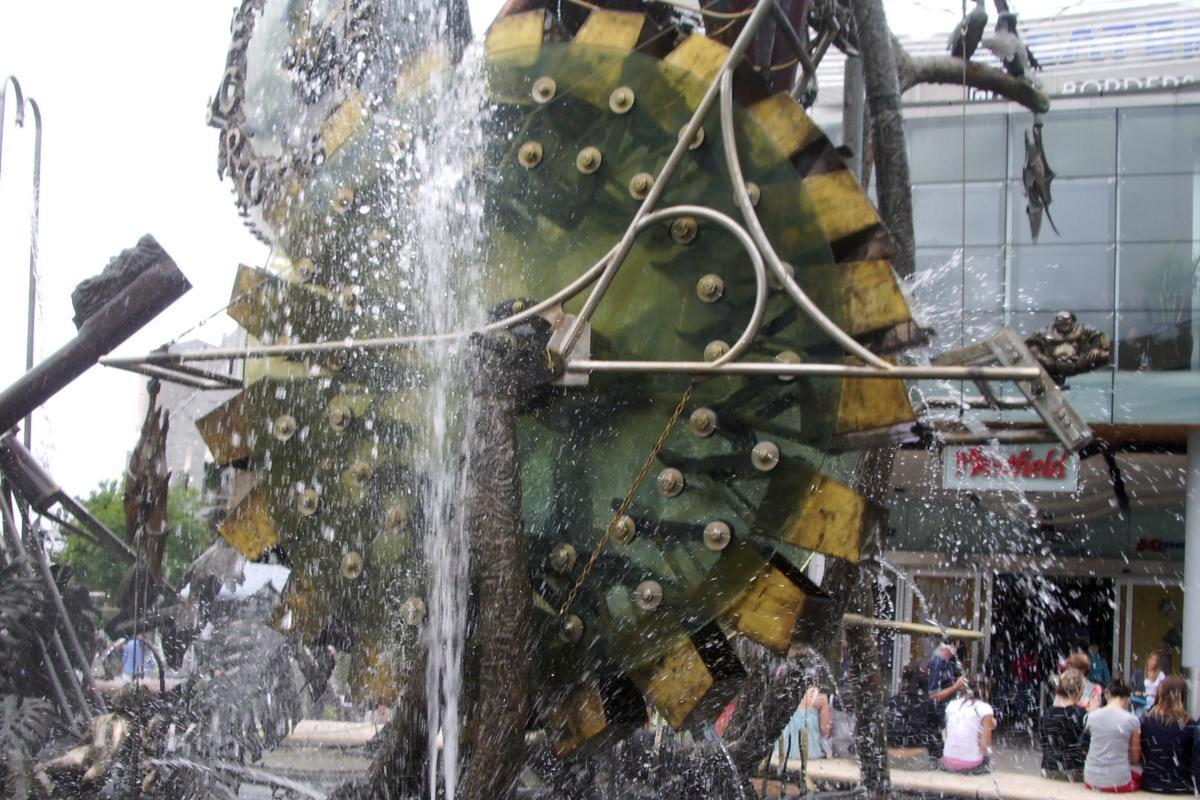
Chinesische Wasser-Rad-Uhr.

Die Wasser-Rad-Uhr nutzt 20 Eimer, die auf einem Rad angebracht sind. Das Rad hat 2,3 m Durchmesser. Wasser aus einem Überlauftank fließt jeweils in einen Eimer, bis das Gewicht des Wassers das Rad weiterbewegt. Das Gegengewicht ist in diesem Fall eine Buddha-Skulptur. Im Fallen löst der Eimer einen Mechanismus aus, der das Rad freimacht und es drehen lässt. Dann rastet der Mechanismus wieder ein und der nächste Eimer füllt sich.
Die Konstruktion basiert auf einem Vorbild von Su Song, der um 1088–1092 eine Uhr für sein Observatorium konstruierte.

### Schweizer Pendeluhr

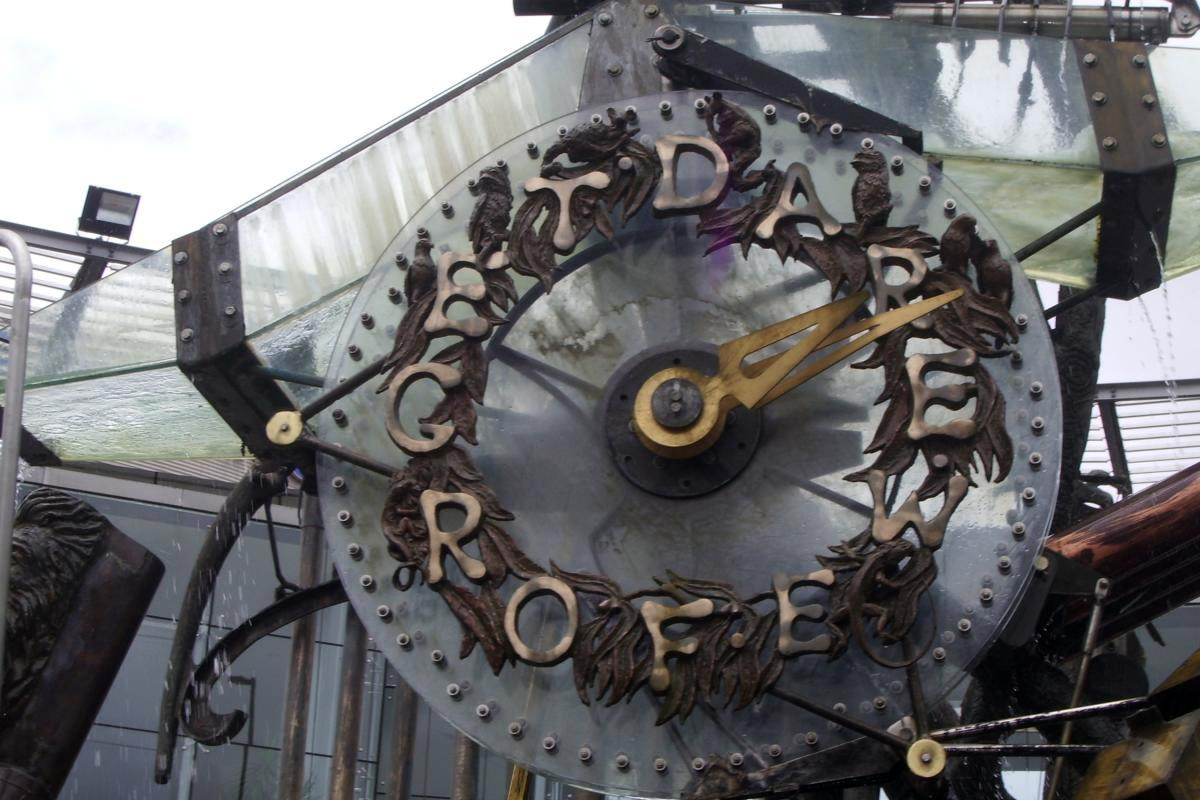
Schweizer Pendeluhr.

Es heißt, dass es sich um die größte wasserbetriebene Pendeluhr handelt, die jemals gebaut worden ist. Sie verwendet den gleichen 4-Sekunden-Pendelzyklus wie die Great Clock of Westminster (Big Ben). Das Gewicht des Pendels ist 350 kg. Die Konstruktion orientiert sich an einer Uhr, die von Claude Perrault 1669 entworfen, aber nie gebaut worden ist.
Das 5 m große Pendel ist auf einer 'Schneide' (knife-edge) angebracht, um Reibung zu minimieren, und wird durch den „top drive“ (die oberen beweglichen Glas-Schütten) angetrieben; sobald eine Seite gefüllt ist, treibt sie den Mechanismus an, so dass das Wasser abfließt und der zweite Tank die Wasserzufuhr unterhalb der Adlerskulptur erhält.
Sekunden sind durch die Drehung des Glasrades markiert, welches 30 Markierungen am Rand hat. Jeder Halbzyklus des Pendels (2 sec) bewegt das Rad zur nächsten Markierung, so dass es sich in einer Minute einmal um die eigene Achse dreht. Eine Kurvenscheibe (cam) am zweiten Rad öffnet den Riegel am unteren Rad alle 30 Sekunden, wodurch 100 l Wasser ausgeschüttet werden und der Minutenzeiger einmal bewegt wird sowie der Stundenzeiger einmal alle 12 Minuten.
Anstatt von Zahlen bestehen die Stundenmarken des Zifferblattes aus Buchstaben, die den Satz bilden „Dare we forget“ (Wir dürfen nicht vergessen). Die Uhr ist geschmückt mit verschiedenen Tieren und Darstellungen von Kunst der Aborigines, um daran zu erinnern, dass Lebensformen verloren gehen, weil wir nicht achtsam mit dem Land umgehen, und dass in Hornsby früher auch eine große Stammesbevölkerung gelebt hat, die dasselbe Schicksal erlitten hat wie viele Tierarten.
Die Pendeluhr dient auch zum Antrieb des drehenden Pontons, des Glockenspiels und als Wasserzufuhr für die chinesische Uhr.

### Pontoon Rotation Clock (Ponton-Uhr)

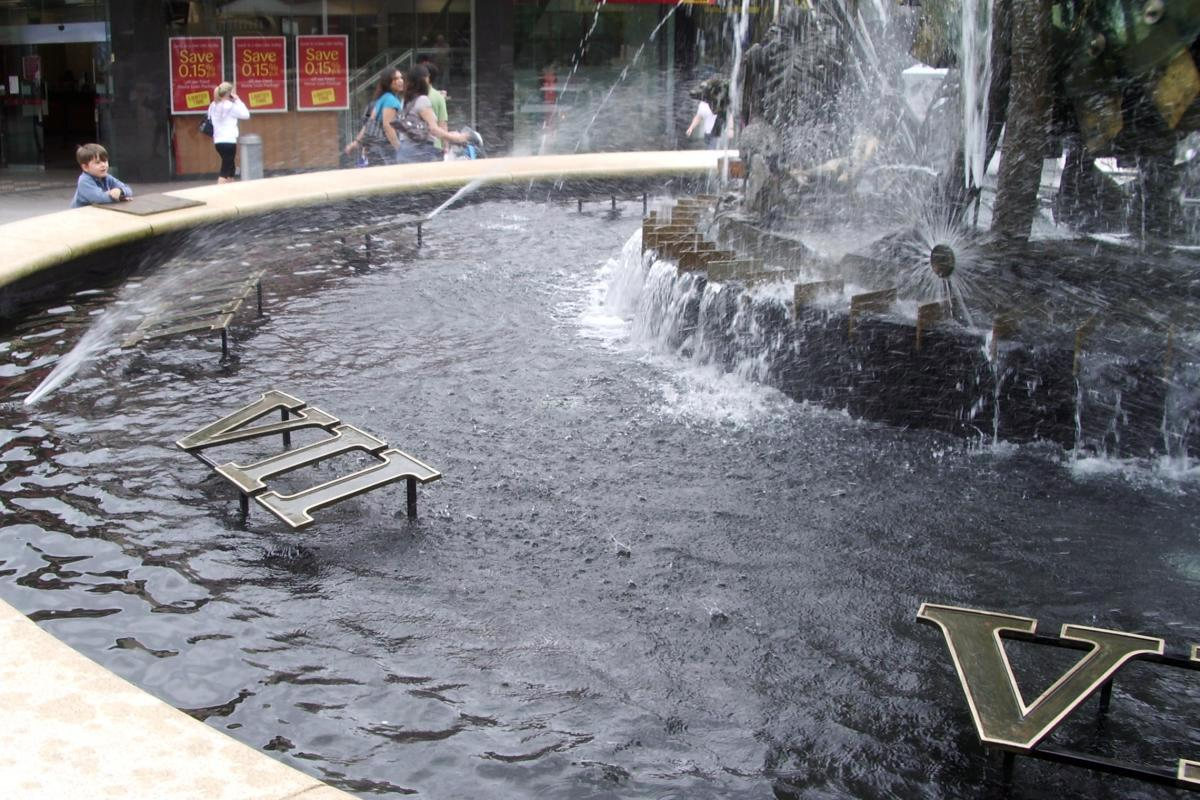
Römische Zahlen im Brunnenbecken.

Die gesamte Skulptur dreht sich im Wasser des Brunnenbeckens im Uhrzeigersinn. Die Drehgeschwindigkeit wird von einem Verriegelungsmechanismus an der Kante des Pontons gesteuert. Der Mechanismus rastet in 60 Halterungen ein, die an der Mauer des Beckens angebracht sind. Alle 12 Minuten wird die Verriegelung durch einen Mechanismus gelöst, den die Pendeluhr antreibt und das Ponton dreht sich bis zum nächsten Halt.

## Carillon (Glockenspiel)

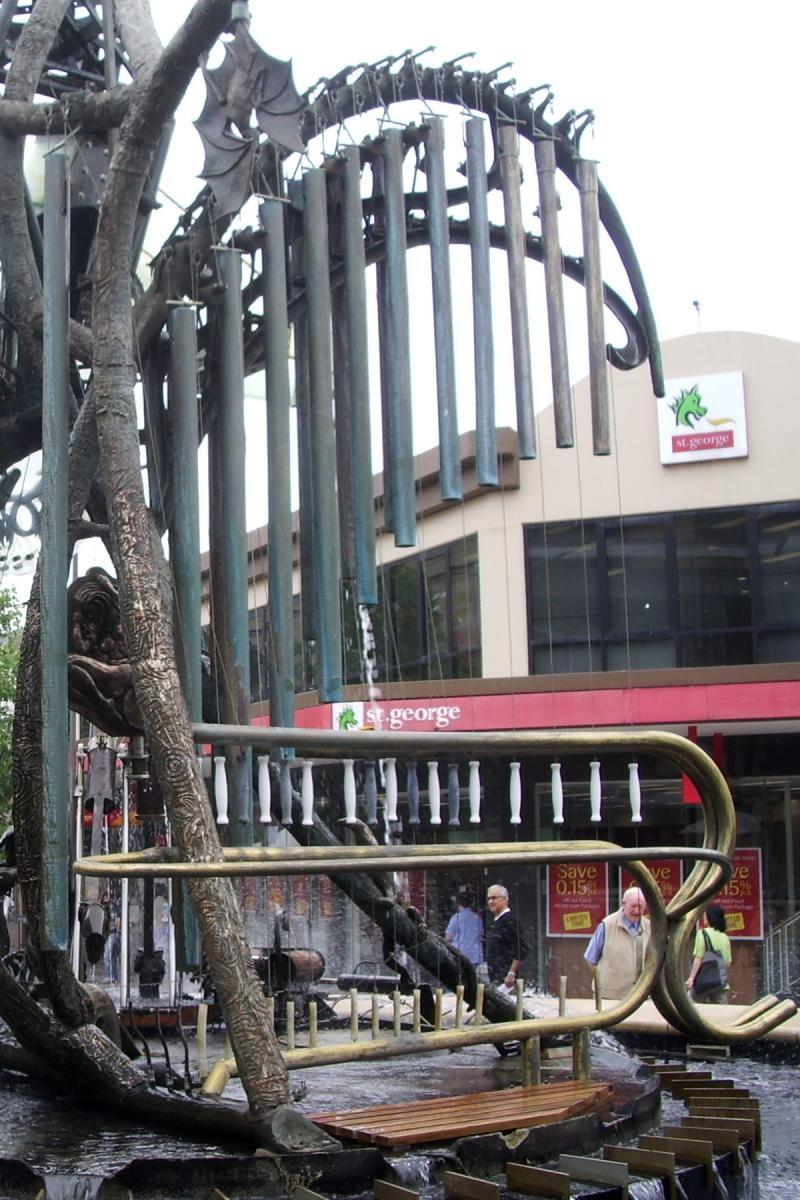
Carillon im Brunnen.

Das Carillon verfügt über 17 Glocken aus gegossener Glocken-Bronze, die automatisch die Stunde schlagen, aber auch manuell gespielt werden können. Der Mechanismus ist angelehnt an eine Konstruktion, das von Harringtons of Coventry entworfen wurde und in einer Kirche in Haywards Heath in Sussex Verwendung fand. Im Unterschied zum Original besteht der Rahmen aus Metall und das Glockenspiel hat 17 anstatt 9 Glocken. Zusammen wiegen die Glocken ca. 1 t und haben den Tonumfang der Oktave über Middle C plus 3 Tönen darüber und dem G darunter.

## Galerie

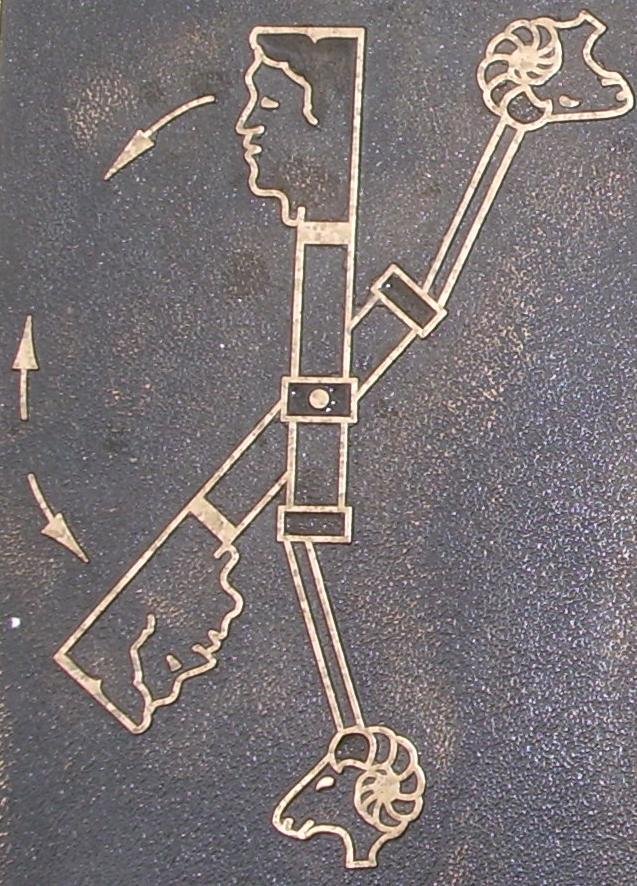
Diagram der Klepsydra
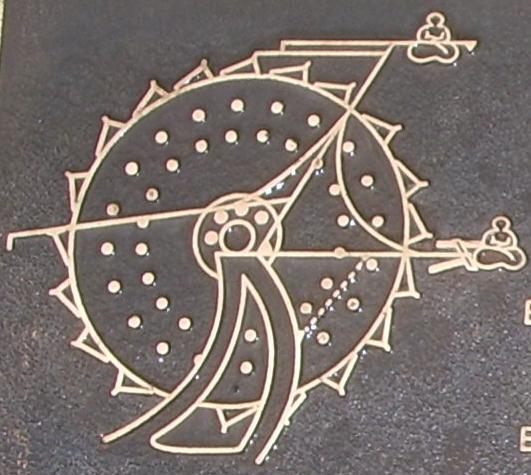
Diagram der Chinesischen Wasser-Rad-Uhr
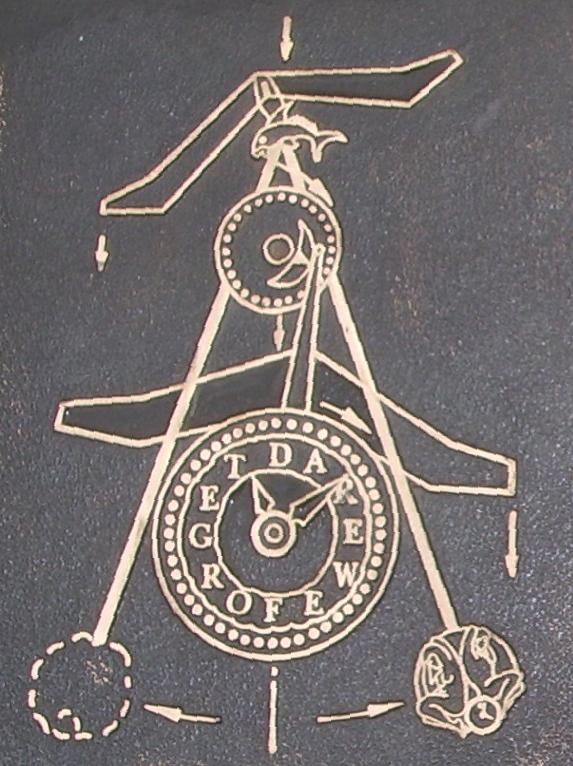
Diagram der Schweizer Pendeluhr
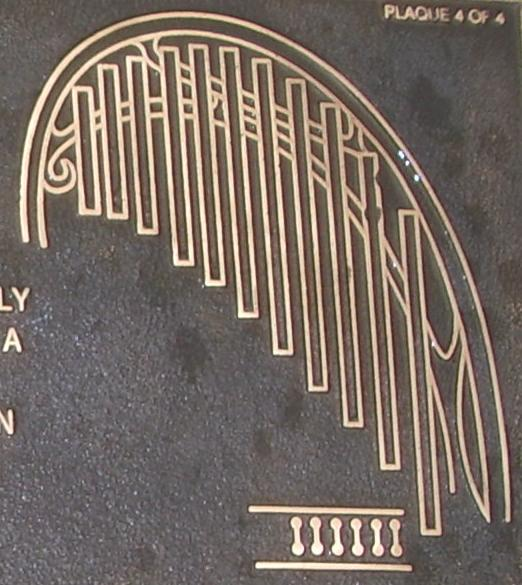
Diagram des Carillon
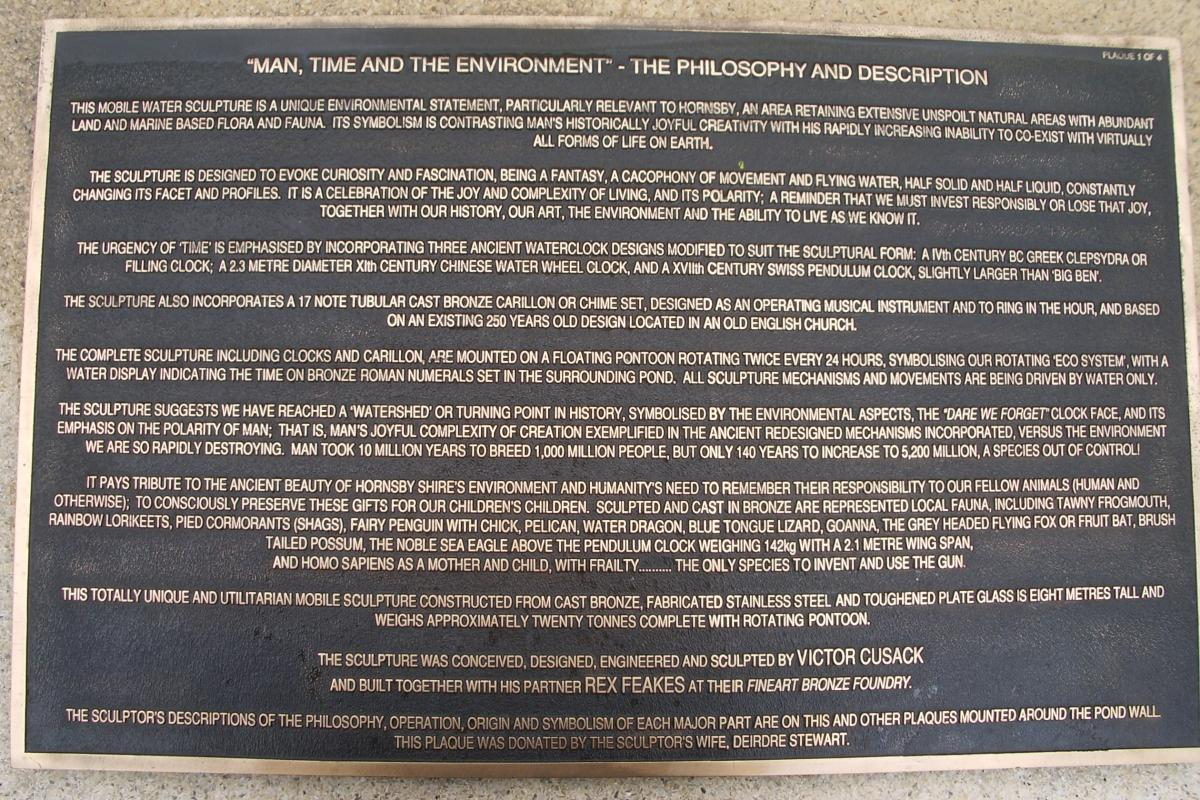
Plakette 1 mit Erläuterungen zur Uhr.
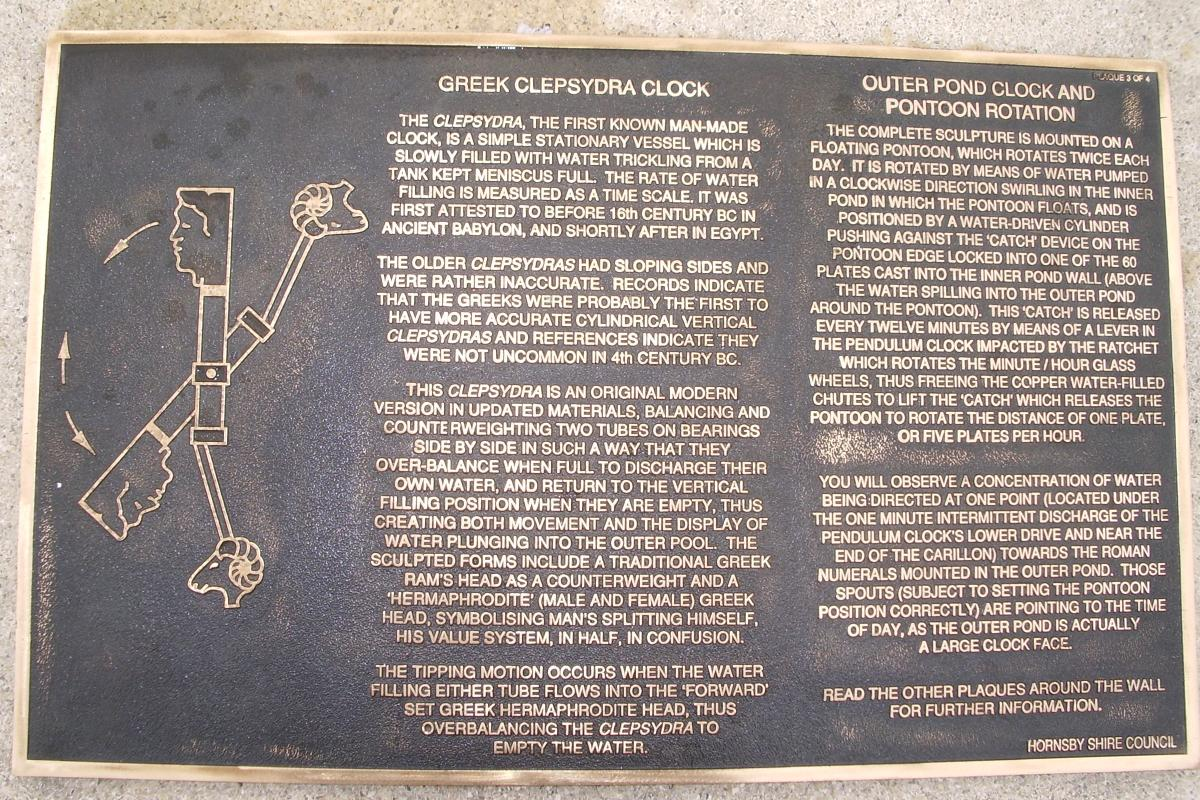
Plakette 2.
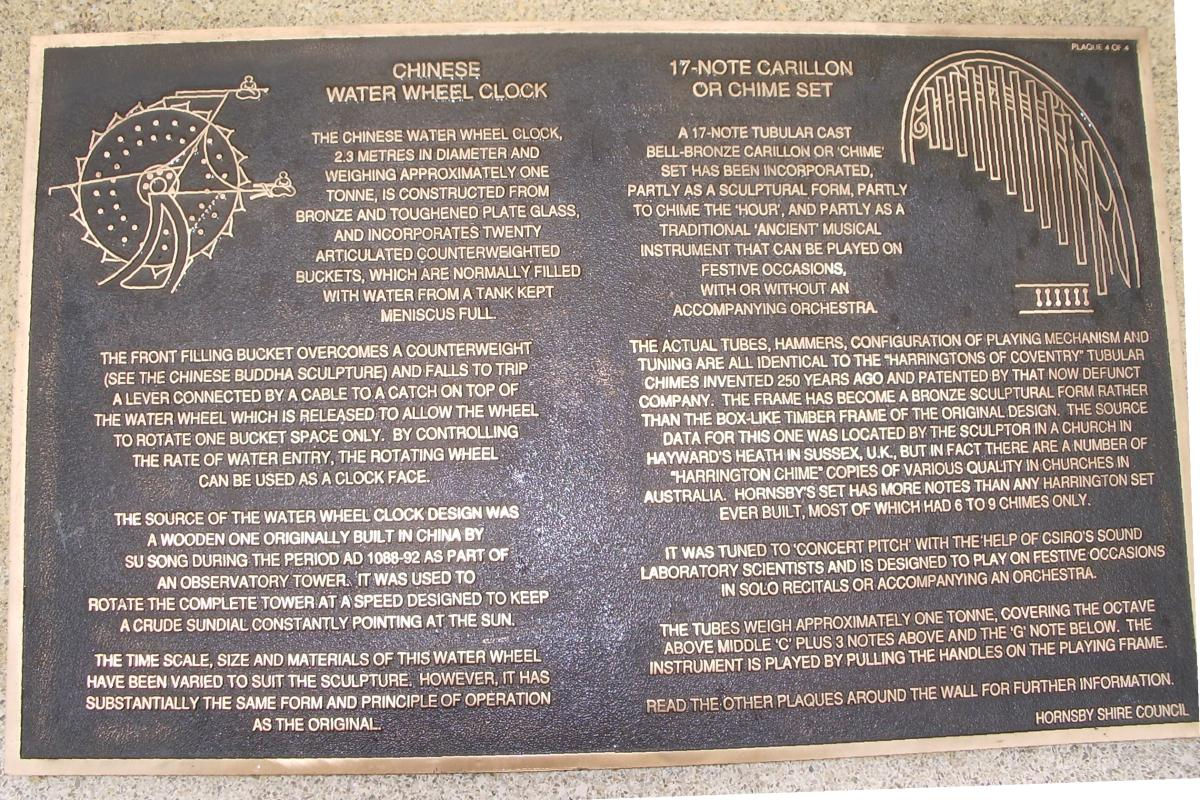
Plakette 3.
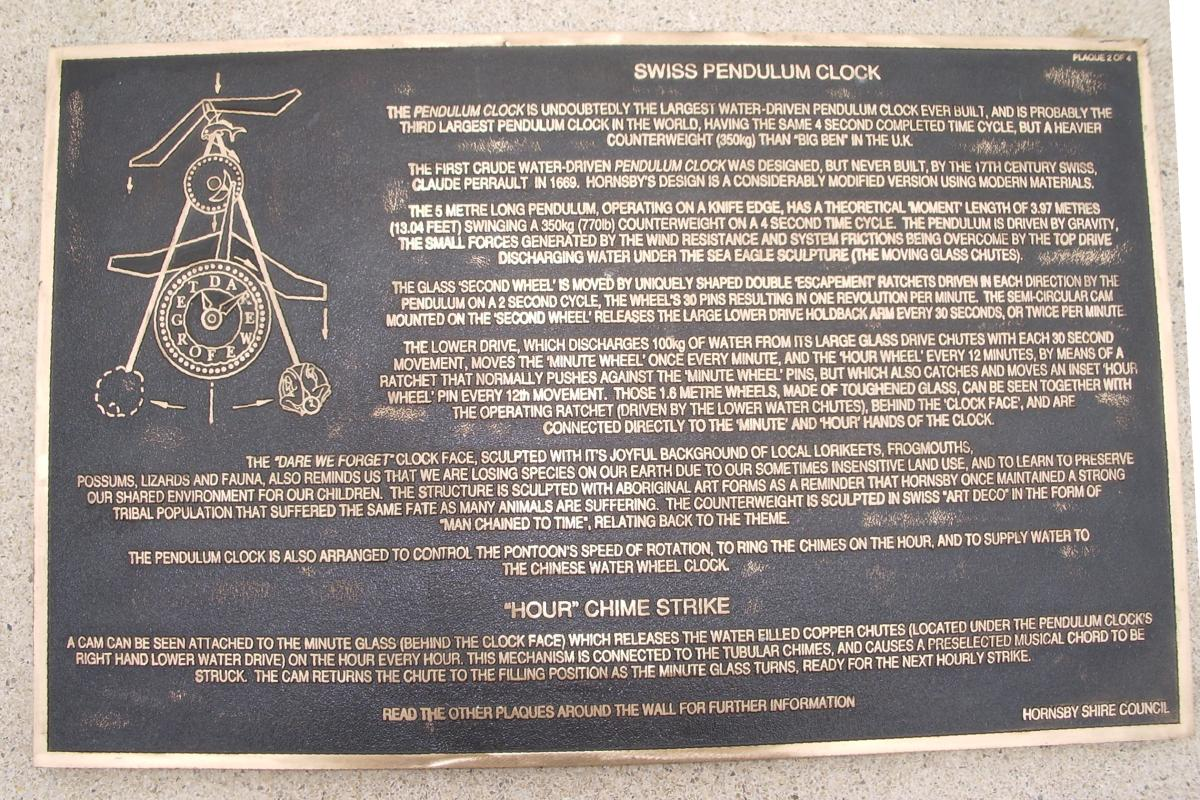
Plakette 4.